# Nordborg
Nordborg (deutsch: Norburg; Sønderjysk bzw. Alsisk: Nöboe) anhörenⓘ ist nach Sønderborg die zweitgrößte Stadt auf der süddänischen Insel Als (deutsch Alsen).
Nordborg, gelegen im Norden von Als, war ursprünglich ein eigenes Kirchspiel  (Nordborg Sogn) in der Harde Als Nørre Herred, die zunächst zu einem eigenen Nordborg Amt gehörte, dessen nach dem Wiener Frieden im Herzogtum Schleswig verbliebener Rest 1864 im damaligen Sønderborg Amt aufging. Nach der Kommunalreform zum 1. April 1970 war Nordborg Verwaltungssitz einer eigenen Kommune Nordborg Kommune im damaligen Sønderjyllands Amt, die im Zuge der Kommunalreform zum 1. Januar 2007 in der „neuen“  Sønderborg Kommune in der Region Syddanmark aufgegangen ist. Mittlerweile erstreckt Nordborg sich neben dem eigenen Kirchspiel auch auf das Gebiet der Kirchspiele Havnbjerg Sogn und zu einem geringen Teil Oksbøl Sogn.

## Geschichte
1600 wurde Nordborg erstmals offiziell erwähnt. Zwischen 1622 und 1730 war es ein selbständiges Herzogtum Schleswig-Holstein-Sonderburg-Norburg. 1792 brannten über 90 Gebäude in Nordborg ab, noch heute finden sich einige Häuser, die im darauf folgenden Jahr wiederaufgebaut worden waren. Der älteste noch existierende Bauernhof von Als – Lundsbjerggård – liegt in Holm an der Nordspitze der Insel und stammt aus dem 18. Jahrhundert. Er ist der einzige noch existierende Vierkanthof.
Eine andere große Hofanlage, wenige Kilometer südöstlich gelegen, ist der 1863 erbaute Alsingergården. Hierbei handelt es sich um einen so genannten Bol, eine Bezeichnung für größere Hofanlagen. Die Reetdachmühle von Havnbjerg wurde 1835 erbaut. Nicht weit entfernt befindet sich in Elstrup die letzte dänische Mühle des Typs Galerie Holländer. Sie ist seit 1970 außer Betrieb.
Nordborg war von 1970 bis Ende 2006 Amtssitz der gleichnamigen Nordborg Kommune (mit den Gemeinden Eken, Hagenberg, Oxbüll, Schwenstrup), durch eine Gemeindereform Anfang 2007 gehört es nun zur Sønderborg Kommune. Der Städtename ist eine Referenz auf das in einem Naturgebiet am Binnensee Nordborger See gelegene Schloss Nordborg. Die ursprüngliche Burg wurde 1159 von Svend III. Grathe als Schutz gegen die von Rügen kommenden Wenden errichtet. Die Schlossanlagen gehören damit zu den ältesten Dänemarks, allerdings wurde das heutige Schloss 1786 neu errichtet.
1933 gründete Mads Clausen seine Firma Danfoss in Elsmark, wenige Kilometer von Nordborg entfernt. Dies wirkte sich schnell auf die Stadtentwicklung aus. Während der ersten 15 Jahre konnte der Arbeiterbedarf noch aus der näheren Umgebung gedeckt werden, aber durch die immer größere Expansion der Firma ab 1950 wanderten viele Menschen zu. Fast jeder Bürger von Nordborg hat heute direkt oder indirekt mit Danfoss zu tun. Heute ist es einer der größten Industriebetriebe Dänemarks. Neben einem Museum, dem Danfoss Museum & Teknorama, gibt es seit 2006 einen naturwissenschaftlichen Erlebnispark, das Danfoss Universe.

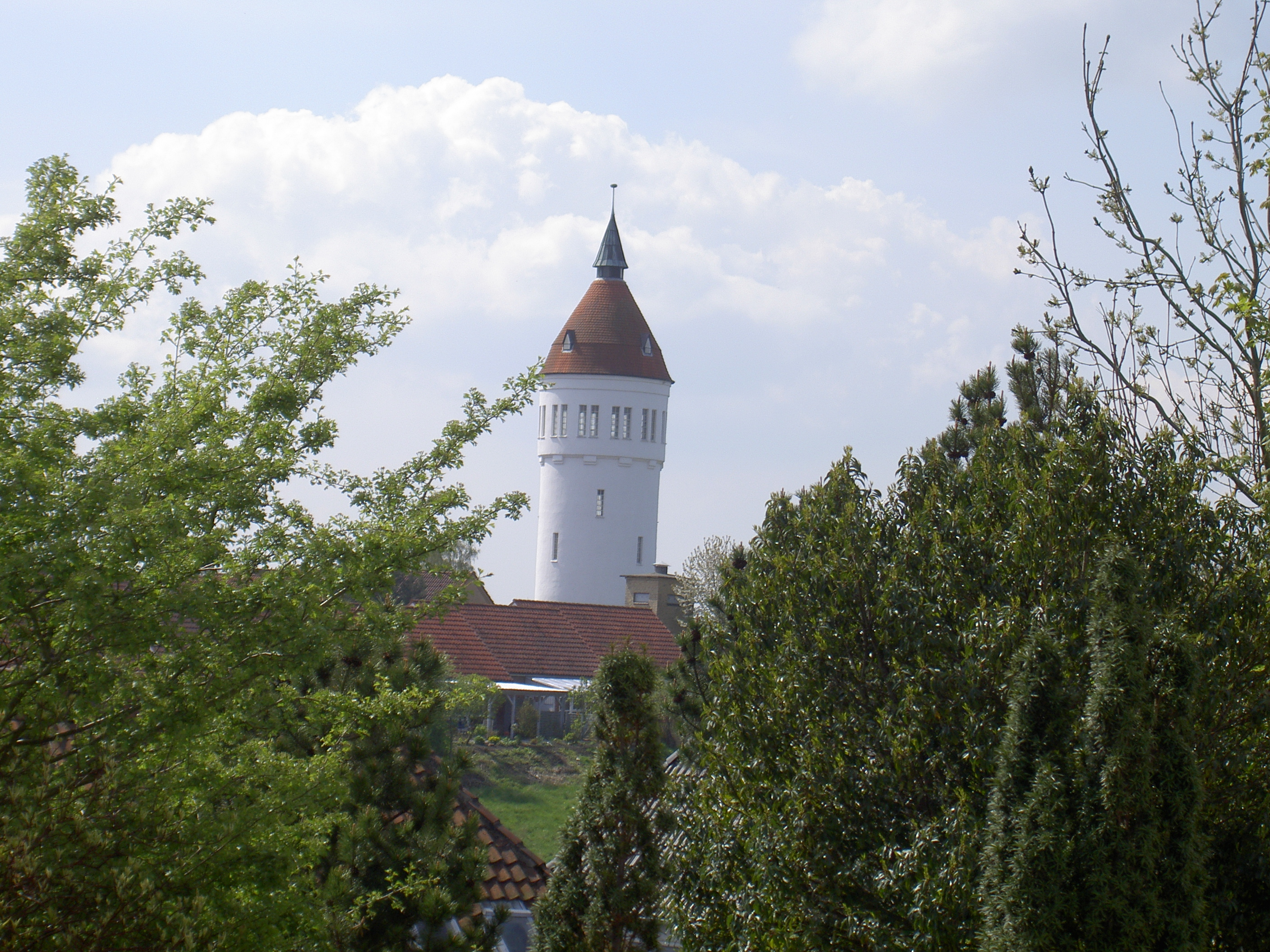
Wasserturm in Nordborg
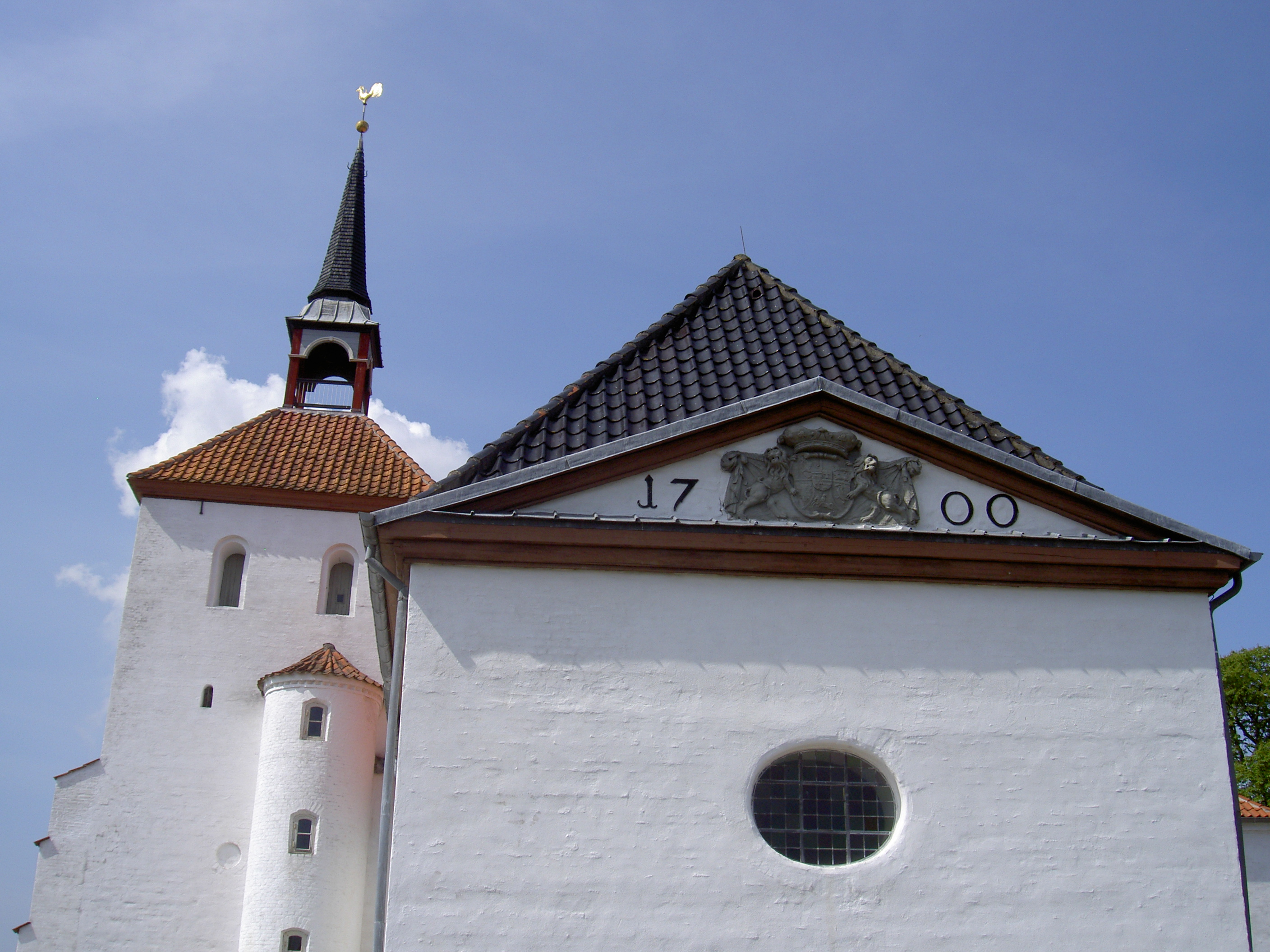
Kirche in Nordborg
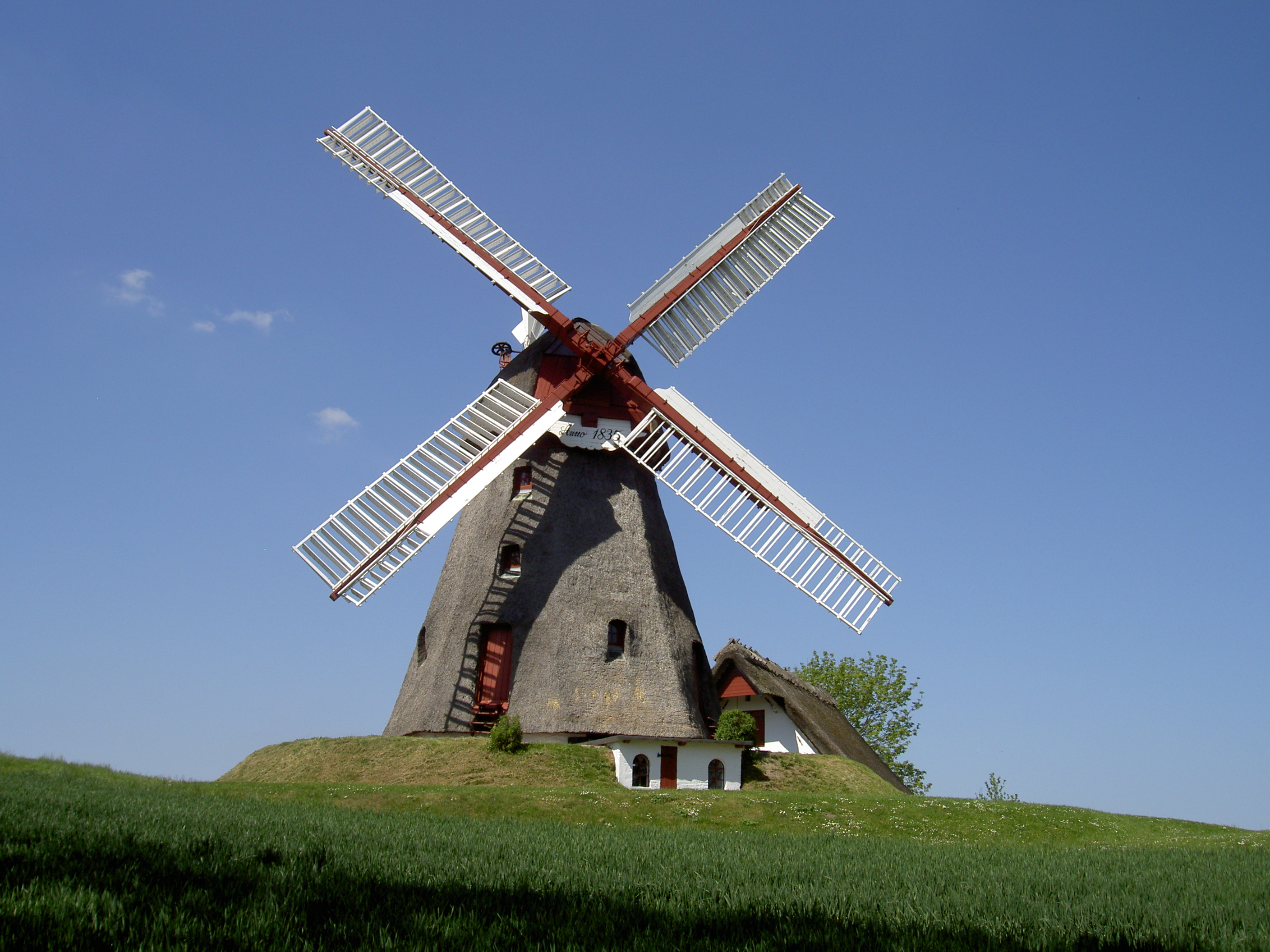
Historische Windmühle in Havnbjerg

## Verkehr
Die Stadt war vom 1. Juli 1898 bis zum 6. Februar 1933 Endstation einer Schmalspurstrecke der Amtsbanerne på Als, die als Kreisbahn auf Alsen, ein Eigenbetrieb des ehemaligen Kreises Sonderburg in Nordschleswig errichtet wurde.
Seit 2003 besteht ein Verein, der einen Teil der Strecke als Museumsbahn wieder aufbauen möchte. Die erste Fahrt auf einem kleinen Streckenstück erfolgte am 28. August 2016.

## Söhne und Töchter der Stadt
- Friedrich von Schleswig-Holstein-Sonderburg-Norburg (1581–1658), Herzog von Schleswig-Holstein-Sonderburg-Norburg
- Elisabeth Juliane von Schleswig-Holstein-Sonderburg-Norburg (1634–1704), Herzogin von Braunschweig-Wolfenbüttel
- Dorothea Hedwig von Schleswig-Holstein-Sonderburg-Norburg (1636–1692), Äbtissin von Gandersheim
- Christian August von Schleswig-Holstein-Sonderburg-Norburg (1639–1687), Abenteurer und englischer Seeoffizier
- Jürgen Ernst Scheel (1737–1795), königlich dänischer Premierminister und Landdrost
- Otto Friedrich Ahlmann (1786–1866), Kaufmann
- Theodor Brorsen (1819–1895), Astronom
- Heinrich Rasch (1840–1913), deutscher Maler
- Anne Marie Basse (1877–1960), Malerin in Kopenhagen, Aarhus und Rom
- Arnold Burmeister (1899–1988), deutscher Offizier, zuletzt Generalleutnant im Zweiten Weltkrieg